# Espace urbain de Saint-Brieuc
L'espace urbain de Saint-Brieuc est un espace urbain constitué autour des villes de Saint-Brieuc, Guingamp et Lamballe dans le département des Côtes-d'Armor. Par la population, c'est le 28° (numéro INSEE : 2C) des 96 espaces urbains français. En 1999, sa population était d’environ  181 000  habitants sur une superficie de 951,49 km².

## Caractéristiques
Dans les limites définies en 1999 par l'INSEE, l'espace urbain de Saint-Brieuc est un espace urbain multipolaire composé de 3 aires urbaines et de 20 communes multipolarisées, dont 4 sont des communes urbaines, formant l’unité urbaine de Binic. Il comprend au total 59 communes.

## Tableau synthétique de l’espace urbain de Saint-Brieuc
Données 1999 à l'exception d'une commune.
| Zonage                   | Nombre de communes | Population (1999)° | Superficie (km²) | Densité (hab./km²) |
| ------------------------ | ------------------ | ------------------ | ---------------- | ------------------ |
| Aires urbaines           | 39                 | 158 616            | 660,19           | 240,26             |
| Saint-Brieuc             | 23                 | 121 237            | 387,25           | 313,07             |
| Guingamp                 | 13                 | 25 060             | 178,05           | 140,75             |
| Lamballe                 | 3                  | 12 319             | 94,89            | 129,82             |
| Communes multipolarisées | 20                 | 22 689             | 291,30           | 77,89              |
| Total                    | 59                 | 181 305            | 951,49           | 190,55             |

## Les communes multipolarisées
Population 2006 pour Quintenic.
| Code INSEE | Commune              | Type                           | Département   |  | Population (1999) | Superficie (km²) | Densité (hab./km²) |
| ---------- | -------------------- | ------------------------------ | ------------- |  | ----------------- | ---------------- | ------------------ |
|            | Andel                | Commune rurale multipolarisée  | Côtes-d'Armor |  | +0900,            | +00 00012,       | +00073,77          |
|            | Binic                | Commune urbaine multipolarisée | Côtes-d'Armor |  | +3 110,           | +0 000 0006,     | +00521,81          |
|            | Bréhand              | Commune rurale multipolarisée  | Côtes-d'Armor |  | +1 271,           | +000 00025,      | +00050,94          |
|            | Bringolo             | Commune rurale multipolarisée  | Côtes-d'Armor |  | +0304,            | +0 000 0009,     | +00032,41          |
|            | Etables-sur-Mer      | Commune urbaine multipolarisée | Côtes-d'Armor |  | +2 514,           | +0 000 0009,     | +00268,02          |
|            | Hénon                | Commune rurale multipolarisée  | Côtes-d'Armor |  | +1 733,           | +000 00041,      | +00042,4           |
|            | Kermoroc'h           | Commune rurale multipolarisée  | Côtes-d'Armor |  | +0324,            | +0 000 0006,     | +00052,6           |
|            | La Malhoure          | Commune rurale multipolarisée  | Côtes-d'Armor |  | +0348,            | +0 000 0005,     | +00069,32          |
|            | Landebaëron          | Commune rurale multipolarisée  | Côtes-d'Armor |  | +0186,            | +0 000 0006,     | +00028,88          |
|            | Meslin               | Commune rurale multipolarisée  | Côtes-d'Armor |  | +0700,            | +000 00014,      | +00050,29          |
|            | Planguenoual         | Commune rurale multipolarisée  | Côtes-d'Armor |  | +1 550,           | +000 00033,      | +00047,13          |
|            | Plélo                | Commune rurale multipolarisée  | Côtes-d'Armor |  | +2 631,           | +000 00043,      | +00060,65          |
|            | Plouvara             | Commune rurale multipolarisée  | Côtes-d'Armor |  | +0912,            | +000 00022,      | +00041,1           |
|            | Quintenic            | Commune rurale multipolarisée  | Côtes-d'Armor |  | +0297,            | +000 0008,       | +00039,6           |
|            | Saint-Carreuc        | Commune rurale multipolarisée  | Côtes-d'Armor |  | +1 227,           | +000 00013,      | +00096,69          |
|            | Saint-Péver          | Commune rurale multipolarisée  | Côtes-d'Armor |  | +0328,            | +000 00013,      | +00024,98          |
|            | Saint-Quay-Portrieux | Commune urbaine multipolarisée | Côtes-d'Armor |  | +3 114,           | +0 000 0004,     | +00804,65          |
|            | Saint-Rieul          | Commune rurale multipolarisée  | Côtes-d'Armor |  | +0328,            | +0 000 0006,     | +00051,49          |
|            | Saint-Trimoël        | Commune rurale multipolarisée  | Côtes-d'Armor |  | +0319,            | +0 000 0008,     | +00038,2           |
|            | Tréveneuc            | Commune urbaine multipolarisée | Côtes-d'Armor |  | +0593,            | +0 000 0007,     | +00089,17          |
|            |                      |                                |               |  | 22 689            | 291,30           | 77,89              |